# Šižgorić
Šižgorić (Sisgorich, Sizgoreo), šibenska plemićka obitelj podrijetlom iz Skradina. Doselili su se u Šibenik 1369. godine. Obitelj je bila osobito utjecajna u 15. stoljeću. Među najpoznatijim članovima obitelji ističe se humanist Juraj Šižgorić (o. 1445. – 1509.).
U 19. stoljeću dužnost je gradskog načelnika u više navrata obnašao Vicko Filip Božin Šižgorić (1804. – 1862.), koji je dao urediti staru gradsku vijećnicu.

## Vanjske poveznice
- Šižgorić Hrvatska enciklopedija